# Surplex
Düsseldorfská společnost Surplex GmbH je společností pro průmyslové aukce, která se specializuje na obchod s použitými stroji. Firma po celém světě kupuje a prodává použité stroje a průmyslová zařízení, provádí online dražby a nabízí posudky a ocenění. Patří k těm několika málo společnostem bývalé new economy, které dnes vykazují černá čísla.

## Historie

### Počátky
Společnost Surplex.com AG založili koncem roku 1999 bratři Bruno a Florian Schickovi jako typický startupový podnik éry Dotcom. Klíčovou myšlenkou byl rozvoj online tržiště, které mělo zjednodušit obchod s použitými stroji a učinit silně segmentovaný trh s použitými stroji transparentnější.
Tento obchodní model přilákal četné institucionální a soukromé investory. Mezinárodní konsorcia venture kapitálu jako Carlyle Group nebo francouzská skupina Vivendi dodaly celkem 50 mil. EUR. Do společnosti Surplex vstoupili také prominentní soukromí investoři, jako například Lars Schlecker, Lars Windhorst, Marc Schrempp nebo prezident společnosti Fiat Paolo Fresco.
Platforma B2B od společnosti Surplex byla již na počátku obchodní činnosti na čele pro prodej použitých strojů a zařízení a v roce 2001 ji společnost Forrester Research ocenila jako nejlepší platformu. Až do roku 2006 vydávala společnost Surplex celosvětově největší odborný časopis pro použité průmyslové zboží .communicator (náklad: 45 000).

### Krize (2001–2003)
S prasknutím internetové bubliny se i společnost Surplex.com AG dostala do těžké krize. Filiálky byly zavřeny, sídlo firmy přesunuto z Berlína zpět do Düsseldorfu a byla zrušena většina ze 140 pracovních míst. V březnu 2003 převzal obchodní vedení Michael Werker, který přišel do společnosti Surplex z tradičního strojírenského koncernu Deutz.

### Konsolidace (2004–2009)
V letech 2004 až 2009 se aukční platforma surplex.com trvale dále rozvíjela. Od té doby provádí Surplex velké průmyslové aukce, např. pro společnosti Linde, ABB, ThyssenKrupp a Bayer. Z počátku čistě digitální obchodní model byl doplněn analogovými službami, jaké jsou obvyklé v klasickém obchodě se stroji. S touto strategií propojení online a offline služeb založili Michael Werker a Uli Stalter počátkem roku 2009 společnost Surplex GmbH.

### Internacionalizace (od r. 2010)
Od roku 2010 zaznamenává společnost Surplex GmbH trvalý růst. Počet zaměstnanců se do roku 2020 zvýšil z 15 na více než 200, zatímco obrat vyšplhal na 100 mil. eur (2019). V roce 2013 byla založena první pobočka mimo Německo, italská Surplex Srl. Dnes má společnost Surplex kanceláře v 13 evropských zemích (stav k listopadu 2020), mezi nimi ve Španělsku, Francii a Velké Británii.
Od léta 2020 vede společnost vedle Michaela Werkera a Ulrich Staltera jako třetí jednatelka Ghislaine Duijmelings, která má mezinárodní zkušenosti.
V srpnu 2024 společnost Surplex koupila společnost TBAuctions, evropská skupina s více značkami (Troostwijk Auctions, Klaravik, Surplex, Auksjonen, PS Auctions, British Medical Auctions, Vavato a Auktionshuset dab) a digitální aukční platforma B2B.

## Produkty
V roce 2020 je jádrem celého obchodu aukční platforma v 16 jazycích. Při více než 500 aukcích se ročně prodá přes 55 000 kusů průmyslového zboží. Toto průmyslové zboží pochází obvykle ze zavřených provozů, z restrukturalizací nebo insolvencí. Společnost Surplex nabízí přímé prodeje a veškeré offline služby, které jsou potřeba pro globální obchod s použitými stroji. K tomu patří demontáž, naložení a celní odbavení. Pod obchodní značkou Valuplex vypracovává společnost Surplex posudky a hodnocení.